# Scènes du Jura
 (juillet 2016).
Les Scènes du Jura sont une scène nationale située dans le département du Jura, s'attachant à promouvoir la création contemporaine par les arts du spectacle sur l'ensemble du territoire jurassien.

## Historique
Née en 1997 de la fusion du théâtre municipal de Dole et du théâtre de Lons-le-Saunier, les Scènes du Jura sont alors « théâtre missionné » et tentent de créer une place au monde du spectacle sur l'ensemble du territoire jurassien.
Aujourd'hui, de nombreuses collectivités locales ont rejoint les villes de Dole et de Lons-le-Saunier : la communauté de communes de Champagnole, les villes de Poligny, d'Arbois, de Salins-les-Bains ou de Morez et la communauté de communes du pays de Saint-Amour ont intégré l'association.
En 2005, les Scènes du Jura inaugurent officiellement leur label de « scène conventionnée », attribué par l'État, reconnaissant ainsi la valeur du projet artistique porté par leur directeur, Franck Becker. Avec l'arrivée de Virginie Boccard à la direction en octobre 2009, l'État et l'ensemble des collectivités partenaires ont renouvelé leur soutien. Les Scènes du Jura ont été labellisées scène nationale  le 5 avril 2013 par la ministre de la Culture, Aurélie Filippetti.